# Bunuri mobile din domeniul științele naturii clasate în patrimoniul cultural național al României aflate în județul Vaslui
Acestă listă conține bunurile mobile din domeniul științele naturii clasate în Patrimoniul cultural național al României aflate la momentul clasării în județul Vaslui.

## Tezaur
| Foto | Informații generale                   | Detalii tehnice                                                              | Descriere | Deținător                      | Legături |
| ---- | ------------------------------------- | ---------------------------------------------------------------------------- | --- | ------------------------------ | -------- |
|      | Tetrao urogallus (Linnaeus, 1758)     | Descoperit: jud. Bacău, com. Zemeș, Zemeș Dimensiuni: L: 71                  | Masculul are creștetul capului negricios, ceafa cenușie, cu refelexe negre; spatele negricios și cafeniu-roșiatic; coada mare, neagră, cu câteva pete albe; pieptul verde, strălucitor, metalic; abdomenul pătat cu alb și negru. Femela de dimensiuni mai mici, penaj de culoare ruginie. | Muzeul „Vasile Pârvan”, Bârlad | Cimec    |
|      | Falco cherrug (Gray, 1834)            | Descoperit: jud. Tulcea, Măcin, Brațul Măcin Dimensiuni: L: 51; AA: 100      | Penaj gri-maroniu închis pe spate, dungat. Capul, obrajii, gâtul și pieptul de culoare alb-gălbui, cu pete maronii. | Muzeul „Vasile Pârvan”, Bârlad | Cimec    |
|      | Haliaeetus Albicilla (Linnaeus, 1758) | Descoperit: jud. Vaslui, Bârlad Dimensiuni: L: 81; AA: 209                   | Răpitor de talie mare; adultul are coadă albă, cioc masiv și galben; cap, gât și piept maro deschis. Juvenilul asemănător ca penaj, dar cu ciocul de culoare neagră. | Muzeul „Vasile Pârvan”, Bârlad | Cimec    |
|      | Felis sylvestris (Schreber, 1777)     | Descoperit: jud. Vaslui, com. Gherghești, Micești Dimensiuni: L: 71; LCO: 32 | Are coada de grosime uniformă până la vârf, cu 6-7 dungi transversale, deschise la culoare. Blana sură sau sură-negricioasă. Ventral galbenă cu câteva pete negre. | Muzeul „Vasile Pârvan”, Bârlad | Cimec    |

## Fond
| Foto | Informații generale                            | Detalii tehnice                                                                                | Descriere | Deținător                      | Legături |
| ---- | ---------------------------------------------- | ---------------------------------------------------------------------------------------------- | --- | ------------------------------ | -------- |
|      | Atheme noctua (Scopoli, 1769)                  | Descoperit: jud. Vaslui, com. Gherghești, Micești Dimensiuni: L: 22                            | Corp îndesat, cap lat cu creștetul plat, picioare lungi. Penaj maroniu, pestrițat cu alb. | Muzeul „Vasile Pârvan”, Bârlad | Cimec    |
|      | Nycticorax nycticorax (Linnaeus, 1758)         | Descoperit: jud. Tulcea, com. Maliuc, Maliuc Dimensiuni: L: 57; LAR: 49                        | Adultul se distinge printr-un corp robust și penajul colorat în negru, gri și alb; gât și picioare relativ scurte. Juvenilii se deosebesc net de adulți prin penajul maro cu numeroase pete cafenii deschise. Cuibărește în colonii.                                      | Muzeul „Vasile Pârvan”, Bârlad | Cimec    |
|      | Netta rufina (Pallas, 1773)                    | Descoperit: jud. Tulcea, com. Uzlina, Lacul Uzlina Dimensiuni: L: 55                           | Masculul cu culori srălucitoare, flancurile corpului albe, capul maro-gălbui, penele creștetului formează o creastă erectibilă, ciocul roșu. Femela este cafenie, obrazul alb și dungă roz de-a lungul ciocului.                                                          | Muzeul „Vasile Pârvan”, Bârlad | Cimec    |
|      | Falco tinnunculus (Linnaeus, 1758)             | Descoperit: jud. Vaslui, com. Grivița, Trestiana Dimensiuni: L: 55; AA: 70                     | Masculul este maro-roșiatic, cu pete mici de culoare închisă pe spate și pe tectricele alare, cu remige maro închise, cap albastru-cenușiu. Femela și juvenilii au partea dorsală maro-roșiatică cu pete întunecate.                                                      | Muzeul „Vasile Pârvan”, Bârlad | Cimec    |
|      | Picus viridis (Linnaeus, 1758)                 | Descoperit: jud. Vaslui, com. Grivița, Grăjdeni Dimensiuni: L: 29                              | Penaj verde intens, roșu pe creștetul capului, negru pe obraji. Masculul are roșu pe mijlocul mustății negre. | Muzeul „Vasile Pârvan”, Bârlad | Cimec    |
|      | Plegadis falcinellus (Linnaeus, 1766)          | Descoperit: jud. Vaslui, com. Maliuc, Maliuc Dimensiuni: L: 57; LAR: 41                        | Specie cu un penaj uniform negricios, capul, gâtul și spatele maro-roșiatic, irizații verzi pe aripă. Juvenilul se asemănă cu adultul. Cuibărește în colonii. | Muzeul „Vasile Pârvan”, Bârlad | Cimec    |
|      | Platalea leucorodia (Linnaeus, 1758)           | Descoperit: jud. Tulcea, com. Uzlina, Lacul Uzlina Dimensiuni: L: 86; AA: 129                  | Penaj de culoare albă; cioc lung și lat, de culoare închisă la adulți, galben la juvenili. Cuibărește în colonii în număr foarte redus. | Muzeul „Vasile Pârvan”, Bârlad | Cimec    |
|      | Circus macrourus (Gmelin, 1771)                | Descoperit: jud. Vaslui, com. Zorleni, Zorleni Dimensiuni: L: 45; AA: 104                      | Masculul complet alb pe partea ventrală; spate cenușiu deschis; vârful aripii negru. Femela maro-închis pe spate, gălbui pe piept cu dungi maronii. | Muzeul „Vasile Pârvan”, Bârlad | Cimec    |
|      | Canis lupus (Linnaeus, 1758)                   | Descoperit: jud. Vaslui, com. Gherghești, Micești Dimensiuni: L: 125; LMP: 40; LU: 10; LCO: 35 | Are talia unui câine de dimensiuni mari, cu partea anterioară mai înaltă. Ochii poziționați laterali. Blana de culoare cenușie, cu zone argintii. Specie periclitată, în declin numeric în toată Europa.                                                                  | Muzeul „Vasile Pârvan”, Bârlad | Cimec    |
|      | Aquila heliaca (Savigni, 1809)                 | Descoperit: jud. Vaslui, com. Zorleni, Zorleni Dimensiuni: L: 70; AA: 180                      | Penaj închis la culoare, maro-negru, ceafa crem deschis, scapulare albe, coada gri în porțiunea mijlocie. Juvenilii galben-cafenii-roșcați, cu pete longitudinale cafenii întunecat.                                                                                      | Muzeul „Vasile Pârvan”, Bârlad | Cimec    |
|      | Aquila heliaca (Savigni, 1809)                 | Descoperit: jud. Vaslui, Bârlad Dimensiuni: L: 73; AA: 184                                     | Penaj închis la culoare, maro-negru, ceafa crem deschis, scapulare albe, coada gri în porțiunea mijlocie. Juvenilii galben-cafenii-roșcați, cu pete longitudinale cafenii întunecat.                                                                                      | Muzeul „Vasile Pârvan”, Bârlad | Cimec    |
|      | Pelecanus onocrotalus (Linnaeus, 1758)         | Descoperit: jud. Tulcea, Lacul Furtuna Dimensiuni: L: 163; AA: 300                             | Specie acvatică de dimensiuni mari. Remigele sunt de culoare neagră iar subalarele albe. Ciocul masiv. Juvenilii au un penaj mai închis. Cuibărește în colonii. | Muzeul „Vasile Pârvan”, Bârlad | Cimec    |
|      | Lutra lutra (Linnaeus, 1758)                   | Descoperit: jud. Tulcea, com. Maliuc, Maliuc Dimensiuni: L: 91; LU: 22; LCO: 400               | Capul mic, turtit și lat; urechile rotunjite, scurte, puțin ieșite din blană, acoperite cu un opercul membranos. Spatele cafeniu întunecat; ventral cafeniu deschis. | Muzeul „Vasile Pârvan”, Bârlad | Cimec    |
|      | Milvus migrans (Boddaert, 1783)                | Descoperit: jud. Vaslui, com. Tutova, Bădeana Dimensiuni: L: 53; AA: 139                       | Penaj maro închis uniform; coadă scurtă și puțin scobită. Capul, ceafa și gâtul ușor dungat. Juvenilii maro cu pete mici cafenii. | Muzeul „Vasile Pârvan”, Bârlad | Cimec    |
|      | Bubo bubo (Linnaeus, 1758)                     | Descoperit: jud. Vaslui, com. Blăgești, Blăgești Dimensiuni: L: 67                             | Penaj de culoare maro dorsal, ventral galben ruginie. Moțuri mari deasupra urechilor. | Muzeul „Vasile Pârvan”, Bârlad | Cimec    |
|      | Milvus migrans (Boddaert, 1783)                | Descoperit: jud. Vaslui, com. Tutova, Bădeana Dimensiuni: L: 55; AA: 140                       | Penaj maro închis uniform; coadă scurtă și puțin scobită. Capul, ceafa și gâtul ușor dungat. Juvenilii maro cu pete mici cafenii. | Muzeul „Vasile Pârvan”, Bârlad | Cimec    |
|      | Ardea purpurea (Linnaeus, 1766)                | Descoperit: jud. Tulcea, com. Uzlina, Lacul Uzlina Dimensiuni: L: 83; AA: 130                  | Penaj cu nuanțe de roșu purpuriu. Gât subțire și sinuos. | Muzeul „Vasile Pârvan”, Bârlad | Cimec    |
|      | Botaurus stellaris (Linnaeus, 1758)            | Descoperit: jud. Tulcea, Lacul Furtuna Dimensiuni: L: 70; LAR: 52                              | Corpul masiv, de culoare ocru, împestrițat cu pete maronii. Bătăi de aripi rapide; în zbor ține gâtul tras pe spate. Pasăre solitară, poligamă, cuibărește local în stufărișuri întinse.                                                                                  | Muzeul „Vasile Pârvan”, Bârlad | Cimec    |
|      | Anas strepera (Linnaeus, 1758)                 | Descoperit: jud. Tulcea, com. Uzlina, Lacul Uzlina Dimensiuni: L: 50; LAR: 40                  | Masculul este gri mat, cu capul maroniu și supraalarele secundare maro. Tectricele codale negre. Femela asemănătoare cu femela de rață mare, dar are fruntea mai înaltă.                                                                                                  | Muzeul „Vasile Pârvan”, Bârlad | Cimec    |
|      | Mergus albellus (Linnaeus, 1758)               | Descoperit: jud. Tulcea, Măcin Dimensiuni: L: 39; LAR: 28                                      | Fruntea, creștetul și gâtul de culoare albă; spatele negru; lorumul negru; flancurile cenușiu deschis. Femela cu fruntea, creștetul capului și ceafa maro; spatele maro-cenușiu iar abdomenul maro deschis.                                                               | Muzeul „Vasile Pârvan”, Bârlad | Cimec    |
|      | Scolopax rusticola (Linnaeus, 1758)            | Descoperit: jud. Vaslui, com. Perieni, Perieni Dimensiuni: L: 34                               | Penaj pestrițat, maroniu cu alb, ceea ce face ca pasărea să fie greu de observat pe sol. Are un aspect ghemuit, cu picioare scurte. Frecvență în păduri umede. | Muzeul „Vasile Pârvan”, Bârlad | Cimec    |
|      | Gavia arctica (Linnaeus, 1758)                 | Descoperit: jud. Vaslui, com. Grivița, Trestiana Dimensiuni: L: 63                             | Penajul de iarnă este uniform, maron-cenușiu partea dorsală și albicios ventral. Vara, gâtul și bărbia de culoare neagră și creștetul gri închis. Ciocul conic, lung și ascuțit.                                                                                          | Muzeul „Vasile Pârvan”, Bârlad | Cimec    |
|      | Anas querquedula (Linnaeus, 1758)              | Descoperit: jud. Tulcea, com. Uzlina, Lacul Uzlina Dimensiuni: L: 35; LAR: 28                  | Specie de dimensiuni mici. La cap, masculul are o sprânceană albă, scapularele lungi, care atârnă peste aripi. Femela are un penaj pestrițat, pe laturile capului are o dungă închisă și una deschisă la culoare.                                                         | Muzeul „Vasile Pârvan”, Bârlad | Cimec    |
|      | Falco vespertinus (Linnaeus, 1766)             | Descoperit: jud. Vaslui, com. Blăgești, Blăgești Dimensiuni: L: 24; AA: 59                     | Masculul este gri ca ardezia, cu remigele mai deschise, subcodalele roșii. Femela este dungată cu gri pe spate, dedesubt este crem cu striațiuni fine ruginii, capul ruginiu.                                                                                             | Muzeul „Vasile Pârvan”, Bârlad | Cimec    |
|      | Gavia arctica (Linnaeus, 1758)                 | Descoperit: jud. Vaslui, com. Grivița, Trestiana Dimensiuni: L: 65                             | Penajul de iarnă este uniform, maron-cenușiu partea dorsală și albicios ventral. Vara, gâtul și bărbia de culoare neagră și creștetul gri închis. Coicul conic, lung și ascuțit.                                                                                          | Muzeul „Vasile Pârvan”, Bârlad | Cimec    |
|      | Aythya nyroca (Güldenstadt, 1777)              | Descoperit: jud. Tulcea, com. Uzlina, Lacul Uzlina Dimensiuni: L: 38; AA: 64                   | Masculul este de o culoare maro-roșu închis cu ochi albi și subcodalele albe. Femela are penajul maro-cenușiu, cu ochi negri și subcodalele albe. | Muzeul „Vasile Pârvan”, Bârlad | Cimec    |
|      | Capreolus capreolus (Linnaeus, 1758)           | Descoperit: jud. Vaslui, com. Grivița, Trestiana Dimensiuni: L: 110; Î: 72                     | Mai mic decât cerbul, cu capul scurt și obtuz. Capul și gâtul ușor alungite. Ochi mari și vioi. Masculul cu coarne scurte și drepte, puțin ramificate. Culoarea variază după anotimp: vara roșie-galbenă, iarna galbenă-cafenie.                                          | Muzeul „Vasile Pârvan”, Bârlad | Cimec    |
|      | Garrulus glandarius (Linnaeus, 1758)           | Descoperit: jud. Vaslui, Valea Seacă Dimensiuni: L: 34                                         | Penaj cărămiziu deschis pe piept, maro deschis pe spate; coada de culoare albastru-negru închis; prezintă o dungă albă și una albastră pe aripă. | Muzeul „Vasile Pârvan”, Bârlad | Cimec    |
|      | Rallus Aquaticus (Linnaeus, 1758)              | Descoperit: jud. Tulcea, Lacul Obretinu Mare Dimensiuni: L: 21                                 | Pasăre de dimensiuni mici. Penaj destul de închis, deasupra pătat maro închis, dedesubt gri-albastru, pe abdomen dungat negru cu alb. Coada scurtă. Cioc lung, roșu. Picioare lungi, maro deschis. Specie comună în stufărișuri.                                          | Muzeul „Vasile Pârvan”, Bârlad | Cimec    |
|      | Nucifraga caryocatactes (Linnaeus, 1758)       | Descoperit: jud. Vaslui, com. Bogdana, Bogdana Dimensiuni: L: 30; LAR: 24                      | Penaj maro închis cu pete albe, aripile negricioase, subcodale albe, la fel și vârful cozii. În zbor se remarcă aripile late și coada relativ scurtă. Cuibărește în număr mic în munții din nordul, centrul și estul Europei.                                             | Muzeul „Vasile Pârvan”, Bârlad | Cimec    |
|      | Asio otus (Linnaeus, 1758)                     | Descoperit: jud. Vaslui, com. Grivița, Trestiana Dimensiuni: L: 35                             | Penaj de culoare crem-ruginie cu striațiuni întunecate, longitudinale. Moțuri lungi. Specie nocturnă. | Muzeul „Vasile Pârvan”, Bârlad | Cimec    |
|      | Strix aluco (Linnaeus, 1758)                   | Descoperit: jud. Vaslui, Bârlad Dimensiuni: L: 38                                              | Penaj obișnuit sur, dar există și o formă ruginie, cu numeroase pete întunecate. Specie nocturnă. | Muzeul „Vasile Pârvan”, Bârlad | Cimec    |
|      | Pyrrhula pyrrhula (Linnaeus, 1758)             | Descoperit: jud. Vaslui, com. Zorleni, Zorleni Dimensiuni: L: 15                               | Masculul are fruntea, creștetul și ceafa de culoare neagră, spatele gri, aripile și coada negre, târtița albă, pieptul roșiatic. Femela are spatele și pieptul cenușiu-maro șters.                                                                                        | Muzeul „Vasile Pârvan”, Bârlad | Cimec    |
|      | Pyrrhula pyrrhula (Linnaeus, 1758)             | Descoperit: jud. Vaslui, com. Zorleni, Zorleni Dimensiuni: L: 14                               | Masculul are fruntea, creștetul și ceafa de culoare neagră, spatele gri, aripile și coada negre, târtița albă, pieptul roșiatic. Femela are spatele și pieptul cenușiu-maro șters.                                                                                        | Muzeul „Vasile Pârvan”, Bârlad | Cimec    |
|      | Accipiter gentilis (Linnaeus, 1758)            | Descoperit: jud. Vaslui, com. Gherghești, Micești Dimensiuni: L: 32; AA: 63                    | Femela mult mai mare decât masculul. Penajul spatelui cenușiu-cafeniu-negricios, abdomenul alb murdar cu pete longitudinale cafenii, ciocul negru, ceroma galben deschis.                                                                                                 | Muzeul „Vasile Pârvan”, Bârlad | Cimec    |
|      | Pernis apivorus (Linnaeus, 1758)               | Descoperit: jud. Vaslui, com. Blăgești, Blăgești Dimensiuni: L: 52; AA: 129                    | Masculul are un penaj maroniu-cenușiu, cap cenușiu, ochi galbeni, cu aripi late. Femela este mai maro deasupra și pe cap, cu mai mult negru la vârful aripii. | Muzeul „Vasile Pârvan”, Bârlad | Cimec    |
|      | Falco subbuteo (Linnaeus, 1758)                | Descoperit: jud. Vaslui, com. Grivița, Trestiana Dimensiuni: L: 34; AA: 74                     | Penaj gri-albăstrui, întunecat pe partea dorsală și puternic striat ventral. Pulpele și subcodala roșii. Gâtul alb; mustața este pronunțată. | Muzeul „Vasile Pârvan”, Bârlad | Cimec    |
|      | Anas crecca (Linnaeus, 1758)                   | Descoperit: jud. Vaslui, com. Uzlina, Lacul Uzlina Dimensiuni: L: 34; LAR: 25                  | Masculul foarte colorat în penaj de primăvară; capul maro deschis; cu o pată verzuie, ca o virgulă mare pornind de la ochi spre gât. Abdomen alb. Femela este maroniu deschis, pestrițată.                                                                                | Muzeul „Vasile Pârvan”, Bârlad | Cimec    |
|      | Lanius minor (Gmelin, 1788)                    | Descoperit: jud. Vaslui, com. Grivița, Trestiana Dimensiuni: L: 19                             | Are penaj cenușiu pe creștet, ceafă și spate; fruntea neagră; remigele și coada de culoare neagră. Juvenilul este cafeniu dungat pe spate, iar fruntea nu este neagră. | Muzeul „Vasile Pârvan”, Bârlad | Cimec    |
|      | Garrulus glandarius (Linnaeus, 1758)           | Descoperit: jud. Vaslui, Valea Seacă Dimensiuni: L: 34                                         | Penaj cărămiziu deschis pe piept, maro deschis pe spate; coada de culoare albastru-negru închis; prezintă o dungă albă și una albastră pe aripă. | Muzeul „Vasile Pârvan”, Bârlad | Cimec    |
|      | Putorius putorius (Linnaeus 1758)              | Descoperit: jud. Vaslui, com. Grivița, Trestiana Dimensiuni: L: 40; LMP: 8; LU: 1,5; LCO: 15   | Blana de pe spate cafenie-castanie întunecat, pe abdomen cafenie întunecat uniform și pe la mijloc o dungă slabă roșcată-cafenie; bărbia și vârful botului albe-gălbui.                                                                                                   | Muzeul „Vasile Pârvan”, Bârlad | Cimec    |
|      | Coccothraustes coccothraustes (Linnaeus, 1758) | Descoperit: jud. Vaslui, Valea Seacă Dimensiuni: L: 16                                         | Ciocul este foarte mare, puternic, de culoare gri-albăstrui, coada scurtă neagră, aripa cu o dungă albă, lată, ușor de observat. Femela este asemănătoare, dar cu un colorit mai șters.                                                                                   | Muzeul „Vasile Pârvan”, Bârlad | Cimec    |
|      | Bombycilla garrulus (Linnaeus, 1758)           | Descoperit: jud. Vaslui, com. Zorleni, Zorleni Dimensiuni: L: 16                               | Penajul este maroniu deschis pe spate, cafeniu pe piept, vârful remigelor primare și tectricele gălbui; moț lung pornind de pe frunte spre ceafă. | Muzeul „Vasile Pârvan”, Bârlad | Cimec    |
|      | Asio otus (Linnaeus, 1758)                     | Descoperit: jud. Vaslui, com. Grivița, Trestiana Dimensiuni: L: 34                             | Penaj de culoare crem-ruginie cu striațiuni întunecate, longitudinale. Moțuri lungi. Specie nocturnă. | Muzeul „Vasile Pârvan”, Bârlad | Cimec    |
|      | Turdus merula (Linnaeus, 1758)                 | Descoperit: jud. Vaslui, Bârlad Dimensiuni: L: 21                                              | Masculul este negru intens, cu cioc galben sau portocaliu. Femela maro, cu striațiuni albicioase pe gât. | Muzeul „Vasile Pârvan”, Bârlad | Cimec    |
|      | Corvus corvax (Linnaeus, 1758)                 | Descoperit: jud. Vaslui, com. Grivița, Trestiana Dimensiuni: L: 49                             | Penajul complet negru, ciocul lung și puternic, coada cu vârf triunghiular. | Muzeul „Vasile Pârvan”, Bârlad | Cimec    |
|      | Garrulus glandarius (Linnaeus, 1758)           | Descoperit: jud. Vaslui, Valea Seacă Dimensiuni: L: 35                                         | Penaj cărămiziu deschis pe piept, maro deschis pe spate; coada de culoare albastru-negru închis; prezintă o dungă albă și una albastră pe aripă. | Muzeul „Vasile Pârvan”, Bârlad | Cimec    |
|      | Ardea cinerea (Linnaeus, 1758)                 | Descoperit: jud. Tulcea, Maliuc Dimensiuni: L: 96; AA: 184                                     | Se recunoaște ușor datorită dimensiunilor sale; penajul este gri cu alb și negru. În zbor gâtul este strâns întotdeauna în formă de S. Cuibărește în colonii. | Muzeul „Vasile Pârvan”, Bârlad | Cimec    |
|      | Oriolus oriolus (Linnaeus, 1758)               | Descoperit: jud. Vaslui, com. Perieni, Perieni Dimensiuni: L: 22                               | Masculul adult este galben strălucitor, cu aripile și coada negre. La femela și masculul de un an penajul este verzui dorsal, iar ventral alb-gălbui cu striații. | Muzeul „Vasile Pârvan”, Bârlad | Cimec    |
|      | Oriolus oriolus (Linnaeus, 1758)               | Descoperit: jud. Vaslui, com. Perieni, Perieni Dimensiuni: L: 20                               | Masculul adult este galben strălucitor, cu aripile și coada negre. La femela și masculul de un an penajul este verzui dorsal, iar ventral alb-gălbui cu striații. | Muzeul „Vasile Pârvan”, Bârlad | Cimec    |
|      | Gyps fulvus (Hablizl, 1783)                    | Descoperit: jud. Vaslui, com. Tutova, Bădeana Dimensiuni: L: 110; LAR: 70; LCO:35; AA220       | Penaj cafeniu-roșcat deschis, uniform; abdomenul ceva mai întunecat decât spatele; tectricele superioare ale aripilor cu marginea albă, guler alb sau alb-gălbui, ciocul cafeniu-corn.                                                                                    | Muzeul „Vasile Pârvan”, Bârlad | Cimec    |
|      | Lanius excubitor (Linnaeus, 1758)              | Descoperit: jud. Vaslui, com. Grivița, Trestiana Dimensiuni: L: 22                             | Se deosebește de ceilalți sfrâncioci prin dimensiunile mai mari; fără negru pe frunte, are doar o bandă neagră peste ochi; aripi mai scurte; pata albă de pe aripă de obicei dublă. Juvenilul are pieptul ușor dungat.                                                    | Muzeul „Vasile Pârvan”, Bârlad | Cimec    |
|      | Lanius collurio (Linnaeus, 1758)               | Descoperit: jud. Vaslui, com. Grivița, Trestiana Dimensiuni: L: 17                             | Masculul are spate maro-castaniu, creștet și ceafă gri-cenușii, coadă neagră cu alb, partea inferioară a corpului alb-rozalie. Femela și juvenilii sunt maro cu linii transversale pe spate și piept.                                                                     | Muzeul „Vasile Pârvan”, Bârlad | Cimec    |
|      | Egretta alba (Linnaeus, 1758)                  | Descoperit: jud. Tulcea, com. Uzlina, Uzlina Dimensiuni: L: 88; LAR: 44                        | Specie de mărimea stârcului cenușiu, penaj de culoare albă. Lorum de culoare verde-albastru; porțiunea golașă se întinde până în spatele ciocului; baza ciocului galbenă la păsările clocitoare, sau cioc complet galben la păsările neclocitoare. Cuibărește în colonii. | Muzeul „Vasile Pârvan”, Bârlad | Cimec    |
|      | Accipiter gentilis (Linnaeus, 1758)            | Descoperit: jud. Vaslui, com. Gherghești, Micești Dimensiuni: L: 51; AA: 90                    | Femela mult mai mare decât masculul. Penajul spatelui cenușiu-cafeniu-negricios, abdomenul alb murdar cu pete longitudinale cafenii, ciocul negru, ceroma galben deschis.                                                                                                 | Muzeul „Vasile Pârvan”, Bârlad | Cimec    |
|      | Buteo buteo (Linnaeus, 1758)                   | Descoperit: jud. Vaslui, com. Grivița, Trestiana Dimensiuni: L: 45; LAR: 50                    | Aripi lungi, coadă rotunjită la vârf, gât scurt, colorit varialbil, dar în general maro închis pe spate și pestrițat ventral, cu o dungă închisă pe piept. | Muzeul „Vasile Pârvan”, Bârlad | Cimec    |
|      | Circus aeruginosus (Linnaeus, 1758)            | Descoperit: jud. Vaslui, com. Tutova, Bădeana Dimensiuni: L: 50; AA: 120                       | Masculul gri-argintiu pe aripi și coadă, abdomenul ruginiu. Femelele și juvenilii maro închis, cu porțiuni alb-gălbui. Fruntea, creștetul și ceafa gălbui-ruginiu. | Muzeul „Vasile Pârvan”, Bârlad | Cimec    |
|      | Strix aluco (Linnaeus, 1758)                   | Descoperit: jud. Vaslui, Bârlad Dimensiuni: L: 39                                              | Penaj obișnuit sur, dar există și o formă ruginie, cu numeroase pete întunecate. Specie nocturnă. | Muzeul „Vasile Pârvan”, Bârlad | Cimec    |
|      | Anas penelope (Linnaeus, 1758)                 | Descoperit: jud. Tulcea, Lacul Furtuna Dimensiuni: L: 45; LAR: 36                              | Aripi lungi, corp masiv, coadă ascuțită, gât scurt, cap rotunjit. Masculul are capul maroniu-roșcat, cu o pată galbenă pe frunte. Spatele și laturile corpului cenușii.                                                                                                   | Muzeul „Vasile Pârvan”, Bârlad | Cimec    |
|      | Aythya fuligula (Linaaeus, 1758)               | Descoperit: jud. Tulcea, Măcin Dimensiuni: L: 40; AA: 68                                       | Masculul are capul, gâtul și pieptul negre, abdomenul alb, iar spatele maro-închis. De pe creștet spre ceafă are un smoc de pene. Femela este maro deschis. | Muzeul „Vasile Pârvan”, Bârlad | Cimec    |
|      | Mergus serrator (Linnaeus, 1758)               | Descoperit: jud. Vaslui, com. Grivița, Trestiana Dimensiuni: L: 53; LAR: 36                    | Femela are spatele de culoare gri cu nuanțe maro, cap maro mai deschis, moț mai ascuțit. Masculul este caracteristic, cap de culoare negru-verzui, pe gât o bandă albă, spatele verde închis, oglindă albă.                                                               | Muzeul „Vasile Pârvan”, Bârlad | Cimec    |
|      | Mergus serrator (Linnaeus, 1758)               | Descoperit: jud. Vaslui, com. Grivița, Trestiana Dimensiuni: L: 50; LAR: 34                    | Femela are spatele de culoare gri cu nuanțe maro, cap maro mai deschis, moț mai ascuțit. Masculul este caracteristic, cap de culoare negru-verzui, pe gât o bandă albă, spatele verde închis, oglindă albă.                                                               | Muzeul „Vasile Pârvan”, Bârlad | Cimec    |
|      | Phalacrocorax carbo (Linnaeus, 1758)           | Descoperit: jud. Tulcea, com. Maliuc, Maliuc Dimensiuni: L: 87; AA: 138                        | Specie de dimensiuni mari, culoare îmchisă, cu gât relativ lung. Juvenilii și imaturii sunt negri-maronii cu abdomen albicios. Cuibărește în colonii. | Muzeul „Vasile Pârvan”, Bârlad | Cimec    |
|      | Phalacrocorax carbo (Linnaeus, 1758)           | Descoperit: jud. Tulcea, com. Maliuc, Maliuc Dimensiuni: L: 89; AA: 140                        | Specie de dimensiuni mari, culoare închisă, cu gât relativ lung. Juvenilii și imaturii sunt negri-maronii cu abdomen albicios. Cuibărește în colonii. | Muzeul „Vasile Pârvan”, Bârlad | Cimec    |
|      | Cygnus olor (Gmelin, 1789)                     | Descoperit: jud. Tulcea, Lacul Gorgova Dimensiuni: L: 143; AA: 198                             | Specie de talie mare, penaj de culoare albă; adulții cu ciocul roșu-portocaliu, cu o protuberanță bazală neagră. Juvenilul este gri-maroniu. | Muzeul „Vasile Pârvan”, Bârlad | Cimec    |
|      | Cygnus olor (Gmelin, 1789)                     | Descoperit: jud. Tulcea, Lacul Gorgova Dimensiuni: L: 148; AA: 200                             | Specie de talie mare, penaj de culoare albă; adulții cu ciocul roșu-portocaliu, cu o protuberanță bazală neagră. Juvenilul este gri-maroniu. | Muzeul „Vasile Pârvan”, Bârlad | Cimec    |
|      | Anas crecca (Linnaeus, 1758)                   | Descoperit: jud. Tulcea, Lacul Uzlina Dimensiuni: L: 35; AA: 27                                | Masculul este foarte colorat în penaj de primăvară; capul maro deschis, cu o pată verzuie, ca o virgulă mare pornind de la ochi spre gât. Abdomen alb. Femela este maroniu deschis, pestrițată.                                                                           | Muzeul „Vasile Pârvan”, Bârlad | Cimec    |
|      | Vulpes vulpes (Linnaeus, 1758)                 | Descoperit: jud. Vaslui, com. Gherghești, Mircești Dimensiuni: L: 80; LMP: 25; LU: 7; LCO: 35  | Blana în general roșcată, cu picioarele și vârful urechilor negre. | Muzeul „Vasile Pârvan”, Bârlad | Cimec    |
|      | Sus scrofa (Linnaeus, 1758)                    | Descoperit: jud. Vaslui, com. Grivița, Trestiana Dimensiuni: L: 175; LMP: 60; LU: 15           | Corpul cu peri lungi, tari. Culoarea, în general, neagră-cafenie. Pe coapse cu pete galbene. | Muzeul „Vasile Pârvan”, Bârlad | Cimec    |
|      | Meles meles (Linnaeus, 1758)                   | Descoperit: jud. Vaslui, com. Grivița, Trestiana Dimensiuni: L: 40; LMP: 15; LU: 3; LCO: 15    | Blana cu peri lungi, gălbui la bază, negri la mijloc, sur-albicioși către vârf. Spatele alb-sur, înspicat cu negru, trecând la roșcat pe laturile corpului și coadă. Abdomen și picioare negre-cafeniu.                                                                   | Muzeul „Vasile Pârvan”, Bârlad | Cimec    |
|      | Meles meles (Linnaeus, 1758)                   | Descoperit: jud. Vaslui, com. Grivița, Trestiana Dimensiuni: L: 35; LMP: 8; LU: 2; LCO: 10     | Blana cu peri lungi, gălbui la bază, negri la mijloc, sur-albicioși către vârf. Spatele alb-sur, înspicat cu negru, trecând la roșcat pe laturile corpului și coadă. Abdomen și picioare negre-cafeniu.                                                                   | Muzeul „Vasile Pârvan”, Bârlad | Cimec    |
|      | Cuculus canorus (Linnaeus, 1758)               | Descoperit: jud. Vaslui, com. Grivița, Trestiana Dimensiuni: L: 29                             | Masculul este gri-cenușiu pe cap, piept și spate, cu dungi pe abdomen. Femela prezintă același colorit, dar cu o nuanță ruginie. | Muzeul „Vasile Pârvan”, Bârlad | Cimec    |
|      | Egretta garzetta (Linnaeus, 1766)              | Descoperit: jud. Tulcea, com. Uzlina, Uzlina Dimensiuni: L: 60; LAR: 39                        | Specie complet albă; degete galbene, care constrastează cu picioarele negre; cioc complet negru. Cuibărește în colonii. | Muzeul „Vasile Pârvan”, Bârlad | Cimec    |